# 東京戰爭
《东京战争》（TOKYO WARS）是一款由南梦宫发行的街机游戏，可由一至四名玩家控制各自的坦克作战。可供玩家选择的战场有日本市区以及海湾码头，选择时间为20秒，之后游戏将会自动锁定当前选择。坦克的阵营由颜色区分，分为绿色（代表绿色哥斯拉）和白色（代表白色猛犸象）。
豪华版座舱的主炮在射击时，有一个空气动力的后坐力模拟效果。比起没有后坐力的常规版的座舱，豪华版有着更强的真实感。而在这20部坦克厮杀的战场上，屏幕顶部的箭头可以清晰指示敌友信息。

## 游戏性
每场游戏持续15分钟，或者在全部敌方坦克被击毁后结束。游戏采用了南梦宫的超级系统22主板以及自制座舱。玩家必须坐在座舱中进行游戏。游戏模式可以选择加入不同阵营与其他玩家对抗，或者加入同一阵营合作对抗AI控制的对手。与大部分街机游戏不同的是，游戏不记录最高得分，也不会使用首字母区分一号玩家和二号玩家。玩家必须观看自己的监视器以确认是否击毁对手。虽然同一时间只有两名玩家可以同时进行游戏，使用4台游戏机链接可以使最多8名玩家进行淘汰制的比赛。
由于玩法简单，大部分机器只需要一枚代币即可进行游戏（豪华座舱版需要两枚或更多）。但每名玩家需各投一枚代币，且每个代币需要投入各自的投币槽中，类似于其他的街机视频游戏，与弹珠游戏不同。